# Jean-Baptiste Le Mel
Jean-Baptiste Le Mel, dit l’abbé Le Mel, né le 17 août 1877 à Plougasnou et mort le 16 avril 1935 à Lesconil, est un prêtre catholique français, d'abord vicaire, puis premier recteur, jusqu'à sa mort en 1935, de la paroisse de Lesconil (créée en 1924), connu pour son mode de vie ascétique et l'énergie qu'il mit à renforcer le catholicisme dans la paroisse, fortement anticléricale et protestante.

## Biographie

### Jeunesse
Jean-Baptiste Le Mel naît dans une modeste famille d'agriculteurs de Plougasnou, petite commune du nord-Finistère, le 17 août 1877. Il est le premier d'une famille de sept enfants. Il commence ses études au petit séminaire de Pont-Croix, puis les achève au grand séminaire de Quimper, où il est ordonné prêtre en 1901. Surveillant à Pont-Croix, il est ensuite nommé vicaire, successivement à Locunolé de 1902 à 1905, puis à Kerfeunteun, commune (à l'époque) et paroisse au Nord de Quimper, de 1905 à 1924.

### Vicariat
Des les débuts de son ministère, il est attiré par la modernité et les problématiques sociales. Ainsi, il fait construire une turbine sur l'Ellé lors de son vicariat à Locunolé (1902-1905), pour produire de l'électricité. De même, il intègre le Sillon de Marc Sangnier, qu'il quitte en 1910, lorsque Pie X condamne le mouvement.
A Kerfeunteun, entre 1905 et 1924, il développe le patronage paroissial, crée un journal, fonde une « caisse rurale » et lance un groupe de musiciens, les Patroed Ty mamm Doue (Les « gars de la mère de Dieu »), qu'il fera plus tard venir sur Lesconil. Au cours de la Première Guerre mondiale, il est brancardier ; blessé deux fois, il reçoit une citation à l'ordre de l'armée.
Mais ce qui marque ses ouailles, c'est d'abord l'exigence envers lui-même et la vie très frugale que s'impose l'abbé, levé tous les matins à 4 heures.

### Recteur de Lesconil

#### Un contexte particulier

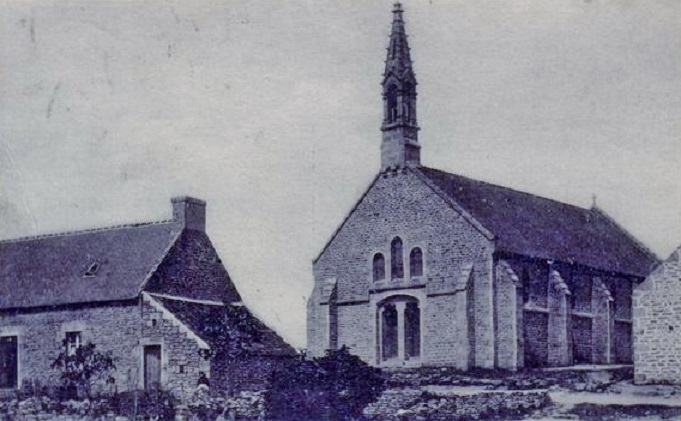
La chapelle Sainte-Anne de Lesconil vers 1915

Lorsque l'abbé Le Mel arrive à Lesconil en 1924, ce n'est qu'un village, maritime, dépendant administrativement de Plobannalec, commune rurale à l'intérieur des terres. La situation naturelle et la présence d'une crique près de la rivière nommée le Ster, crique appelée “Ster Nibilig”, font que, dès le XIXe siècle, l'endroit attire des populations. À la fin du siècle, le port se développe, avec la création de viviers et de deux conserveries. Les problèmes de pauvreté et d'alcoolisme sont prégnants dans le bourg, et les idées syndicalistes et communistes s'y développent. En 1902, une chapelle, dédiée à Saint-Anne dans un premier temps, est érigée, sur les plans du chanoine Abgrall. Le premier pardon de Notre-Dame-des-Flots, en 1908, est un vrai succès. L'année précédente, le recteur Jézégou fait construire un patronage qui ne demande qu'à prospérer. Mais, faute de presbytère, l'évêque rechigne encore à créer une paroisse propre à Lesconil.
En 1912, un pasteur gallois, William-Jenkyn Jones, présent à Lesconil depuis 1893, fait ouvrir un temple protestant. C'est donc dans ce contexte que l'évêque de Quimper, Monseigneur Duparc, décide en 1924 de créer une paroisse spécifique, le bourg, et dont la paroisse de Plobannalec étant distant de quelque trois kilomètres du port de Lesconil. Un simple chemin en terre reliait les deux bourgs. L'abbé Le Mel est bien conscient de la difficulté de sa tâche lorsqu'il arrive à Lesconil, le 31 août 1924. La paroisse de Notre-Dame-des-Flots est créée symboliquement quinze jours plus tôt, le 15 août 1924, jour de la fête de l'Assomption.

#### Une vie d'ascète
L'abbé Le Mel reste presque onze années recteur de Lesconil, entre le 31 août 1924 et son décès le 16 avril 1935. Le chanoine Cardaliaguet, rédacteur en chef du Courrier du Finistère, le décrit ainsi : « Une main de fer, un cœur d'or, une tête froide, une âme sacerdotale à souhait. » Sa journée commence à 4 heures, sans petit-déjeuner, une première messe à l'église à 6 heures 30, après laquelle il peut rester en action de grâce jusqu'à neuf heures. Son déjeuner est fort modeste, composé d'une bouillie de pommes de terre cuites, cuisinée le lundi pour toute la semaine. Le soir, un quignon de pain lui suffit. À la fin de sa vie, il passe même toutes ses nuits dans l'église.
Le chanoine Jean Cotten décrit le presbytère de l'abbé Le Mel comme suit : « Quelques assiettes sur une étagère de la cuisine, la petite marmite au coin de la cheminée, avec la cendre bien ramassée autour. Une croix. C'est tout. De même à la salle à manger, un crucifix, une table nue, quelques chaises, c'était tout, pas une nappe, pas une carpette. ».

### Mort et obsèques
En 1934, la santé de l'abbé Le Mel commence à décliner. Il souhaite pouvoir achever avant sa mort le financement des écoles qu'il a fondées. Au mois de mars 1935, il entre en agonie ; elle dure trois semaines. Le premier avril, l'évêque, Monseigneur Duparc, ainsi que l'évêque auxiliaire, Monseigneur Cogneau, lui font l'insigne honneur d'une dernière visite. Des témoins racontent qu'il aurait dit : « Mon Dieu, que votre main est pesante. Enfin ! Si par mes souffrances je fais quelque bien aux âmes de mes paroissiens…» Il meurt le 16 avril 1935. Ses obsèques sont célébrées le jour suivant par Monseigneur Duparc et Monseigneur Cogneau, concélébrées par quelque 80 prêtres, les filles du Saint-Esprit, et en présence de 2000 fidèles, notamment son ami Jacques de Thézac, qui n'hésitait pas à le qualifier de « saint ». S'ensuit un désaccord entre la municipalité et les fidèles lesconilois, qui souhaitent inhumer le prêtre au chevet de son église. Devant l'hostilité des services municipaux, qui évoquent la crainte d'une contamination d'un puits voisin, il est enterré discrètement le 27 avril suivant, à 6 heures du matin, au chevet de l'église Notre-Dame-des-Flots, endroit non visible depuis la rue. Pendant trois jours, des paroissiens ont courageusement creusé la fosse dans un sol rocheux.

## Hommages

### Deux rues à son nom
Portent son nom deux rues : une à Lesconil, une autre à Quimper.

### Ecole privée de Lesconil
Cette école qu'il avait créé en 1932, au départ nommée école de garçons, portait son nom.